# Rinodina macrospora
Rinodina macrospora är en lavart som beskrevs av Sheard. Rinodina macrospora ingår i släktet Rinodina och familjen Physciaceae.   Inga underarter finns listade i Catalogue of Life.